# سباق الزمن للسيدات في بطولة العالم لسباق الدراجات على الطريق 2017
سباق الزمن للسيدات في بطولة العالم لسباق الدراجات على الطريق 2017 (بالإنجليزية: 2017 UCI Road World Championships – Women's time trial)‏ هو سباق دراجات هوائية، وهو الموسم رقم 24 من السباق، وأقيم في 19 سبتمبر 2017، وامتدّ لمسافة 21.1 كيلومتر، وهو أحد سباقات بطولة العالم لسباق الدراجات على الطريق 2017، وقد شارك في السباق 54 متسابقاً ووصل إلى نهايته 54 متسابقاً.
فاز فيه بالمركز الأول أنيميك فان فليوتن، وبالمركز الثاني أنا فان دير بريغين، وبالمركز الثالث كاترين جارفوت.

## التصنيف العام النهائي
| التصنيف العام | التصنيف العام       | التصنيف العام    | التصنيف العام              | التصنيف العام |        |
| الدراج        | الدراج              | البلد            | الفريق                     | الوقت         | السرعة |
| ------------- | ------------------- | ---------------- | -------------------------- | ------------- | ------ |
| 1.            | أنيميك فان فليوتن   | هولندا           | مملكة هولندا               | 28 د 50 ث     |        |
| 2.            | أنا فان دير بريغين  | هولندا           | هولندا                     | + 12 ث        |        |
| 3.            | كاترين جارفوت       | أستراليا         | أستراليا                   | + 19 ث        |        |
| 4.            | كلو ديجيرت          | الولايات المتحدة | الولايات المتحدة الأمريكية | + 38 ث        |        |
| 5.            | إيلين فان دايك      | هولندا           | مملكة هولندا               | + 52 ث        |        |
| 6.            | ليندا فيلومسين      | نيوزيلندا        | نيوزيلندا                  | + 56 ث        |        |
| 7.            | آشلي مولمان         | جنوب أفريقيا     | جنوب أفريقيا               | + 1 د 18 ث    |        |
| 8.            | لورين ستيفنز        | الولايات المتحدة | الولايات المتحدة الأمريكية | + 1 د 20 ث    |        |
| 9.            | هانا بارنز          | المملكة المتحدة  | المملكة المتحدة            | + 1 د 23 ث    |        |
| 10.           | سيسيلي أوتوب لودفيغ | الدنمارك         | الدنمارك                   | + 1 د 34 ث    |        |

## وصلات خارجية
- سباق الزمن للسيدات في بطولة العالم لسباق الدراجات على الطريق 2017 على موقع إحصائيات الدراجات الإحترافية (الإنجليزية)